# Drosophila aquila
Drosophila aquila är en tvåvingeart som beskrevs av Elmo Hardy 1965. Drosophila aquila ingår i släktet Drosophila och familjen daggflugor.
Artens utbredningsområde är Hawaii.